# Joan Vilà
Joan Vilà Bosch (Cardedeu, Barcelona, España; 26 de abril de 1954) es un exjugador y entrenador de fútbol español. Como jugador, fue un centrocampista ofensivo que participó en la Primera División española con el FC Barcelona y el AD Almería.
Como técnico, fue entrenador de todas las categorías inferiores del FC Barcelona y en su última etapa fue el director del Departamento de  Metodología del FC Barcelona.
Fundó su propia empresa GO UP Players donde asesora a futbolistas y entrenadores profesionales de todo el Mundo.

## Trayectoria

### Como jugador
Empezó jugando en el colegio La Salle de Manlleu y en el fútbol base del FC Cardedeu, antes de incorporarse al Fútbol Club Barcelona en 1970, en edad juvenil. Tras pasar por el FC Barcelona Amateur, fue cedido al FC Calella de Tercera División (1974/75), y regresó para jugar en el FC Barcelona Atlètic, con el que disputó dos campañas en Segunda División (1975-1977).
Inició la temporada 1977/78 con el filial, pero debido a las múltiples bajas del primer equipo el técnico Rinus Michels le ascendió y le hizo debutar oficialmente con el FC Barcelona el 26 de febrero de 1978, en un partido de Primera División contra el Racing de Santander. Esa temporada el equipo ganó la Copa del Rey, que Vilà no pudo disputar por haber jugado previamente esa edición con el equipo filial. La campaña 1978/79, en la que los barcelonistas conquistaron la Recopa de Europa, Vilà tuvo un papel testimonial, jugando únicamente dos partidos, ambos de liga.
La temporada 1979/80 se marchó cedido al AD Almería, de Primera División, donde tampoco gozó de continuidad. A su regreso a Barcelona, fue descartado por el entrenador, László Kubala, y declarado transferible. Tuvo que entrenar al margen del primer equipo varios meses, junto con otros cuatro compañeros también apartados, hasta que en noviembre finalmente aceptó una cesión al CE Sabadell, de Segunda División, para el resto de la temporada 1980/81. Con los arlequinados jugó una segunda campaña, ya desvinculado contractualmente del FC Barcelona.
Licenciado en Farmacia por la Universidad de Barcelona en 1981, a los 28 años optó por dejar el fútbol profesional para trabajar. Abandonó el CE Sabadell y jugó dos años como amateur en el EC Granollers de Tercera División, antes de retirarse definitivamente en 1984.

### Como técnico
Joan Vilà compaginó sus últimos años como jugador con sus primeros pasos como entrenador, en el fútbol base del FC Cardedeu y del EC Granollers. En 1987 empezó a entrenar a los equipos inferiores del FC Barcelona. Está considerado el descubridor y mentor de futbolistas como Xavi Hernández. En 1997 asumió las riendas del FC Barcelona C, con el que fue campeón de Tercera División la temporada 1997/98 y disputó, sin éxito, dos promociones de ascenso a Segunda División B. Fue también campeón del Torneo internacional de fútbol sub-20 de la Alcudia en 1997.
El verano de 2001, tras ver frustradas sus aspiraciones de dirigir al FC Barcelona B, optó por rescindir su contrato con el club y fichar por el CE Mataró, para entrenar al primer equipo y dirigir el fútbol base. En su primer año logró la mejor clasificación histórica del club: un octavo puesto en Segunda División B. Dejó el equipo después de tres años, tras perder la categoría. La temporada 2005/06 regresó al EC Granollers, donde compaginó el banquillo del primer equipo, en Tercera División, con la dirección del fútbol base. Esta etapa duró un año y terminó con el descenso del Granollers a Primera Catalana.
En 2009 fue nombrado director técnico de la Federación Catalana de Fútbol, cargo que desempeñó durante dos años. En 2011 regresó al FC Barcelona como director del Área de Metodología del club. Ha sido el autor del manual de estilo de juego y de metodología de entrenamiento que rige todo el fútbol base azulgrana.

## Clubes

### Como jugador
| Club                 | País   | Año       |
| -------------------- | ------ | --------- |
| FC Barcelona Amateur | España | 1972-1974 |
| CF Calella           | España | 1974-1975 |
| FC Barcelona Atlètic | España | 1975-1978 |
| FC Barcelona         | España | 1978-1979 |
| AD Almería           | España | 1979-1980 |
| CE Sabadell          | España | 1980-1982 |
| EC Granollers        | España | 1982-1984 |

### Como entrenador
| Club           | País   | Año       |
| -------------- | ------ | --------- |
| FC Barcelona C | España | 1997-2001 |
| CE Mataró      | España | 2001-2004 |
| EC Granollers  | España | 2004-2005 |

## Palmarés

### Campeonatos nacionales
| Título       | Club         | País   | Año  |
| ------------ | ------------ | ------ | ---- |
| Copa del Rey | FC Barcelona | España | 1978 |

### Campeonatos internacionales
| Título           | Club         | País   | Año  |
| ---------------- | ------------ | ------ | ---- |
| Recopa de Europa | FC Barcelona | España | 1979 |